# تنریفه
تِنِریفِه یا تِنِریف یکی از جزیره‌های اسپانیا است. جزیرهٔ تِنِریفِه بزرگ‌ترین جزیره از هفت جزیره‌ای است که مجموعهٔ جزایر قناری را تشکیل می‌دهند. جزایر قناری در اقیانوس اطلس در مقابل کرانه‌های آفریقا قرار دارند. جمعیت تِنِریفِه در سال ۲۰۰۶ برابر با ۸۵۲٬۹۴۵ نفر سرشماری شده است.
پایتخت این جزیره سانتا کروس د تِنِریفِه بوده و همچنین این شهرستان پایتخت جزایر قناری است. یکی دیگر از شهرستان‌های مهم این جزیره سان کریستبال د لا لاگونا است که از سال ۱۹۹۹ جزو میراث جهانی یونسکو به‌شمار می‌رود. این شهرستان سکونت‌گاه اسقف کاتولیک محلی و خانه اسقف تنریفه است.
کندلاریا مرکز زیارتی کاتولیک شهرستان در این مجمع‌الجزایر است، چرا که در این مکان کلیسای ویرجین از کندلاریا است که مکان حامی مقدس در جزایر قناری است.
پارک ملی تِیدِه از سال ۲۰۰۷ جزو میراث جهانی یونسکو است. آتشفشان تِیدِه مرتفع‌ترین آتشفشان در اسپانیا و سومین آتشفشان مرتفع در جهان است، این آتشفشان ۳۷۱۸ متر از سطح دریا و ۷۵۰۰ متر از کف اقیانوس ارتفاع دارد.

## بزرگ‌ترین سانحه هوایی
همچنین حادثه هوایی برخورد دو بوئینگ ۷۴۷ متعلق به کی ال ام و پان امریکن ورلد ایرویز که با کشته شدن ۵۸۳ مسافر، مرگبارترین سانحه هوایی تاریخ هوانوردی نام گرفته، در فرودگاه تنریف شمالی به وقوع پیوسته است.

## نگارخانه

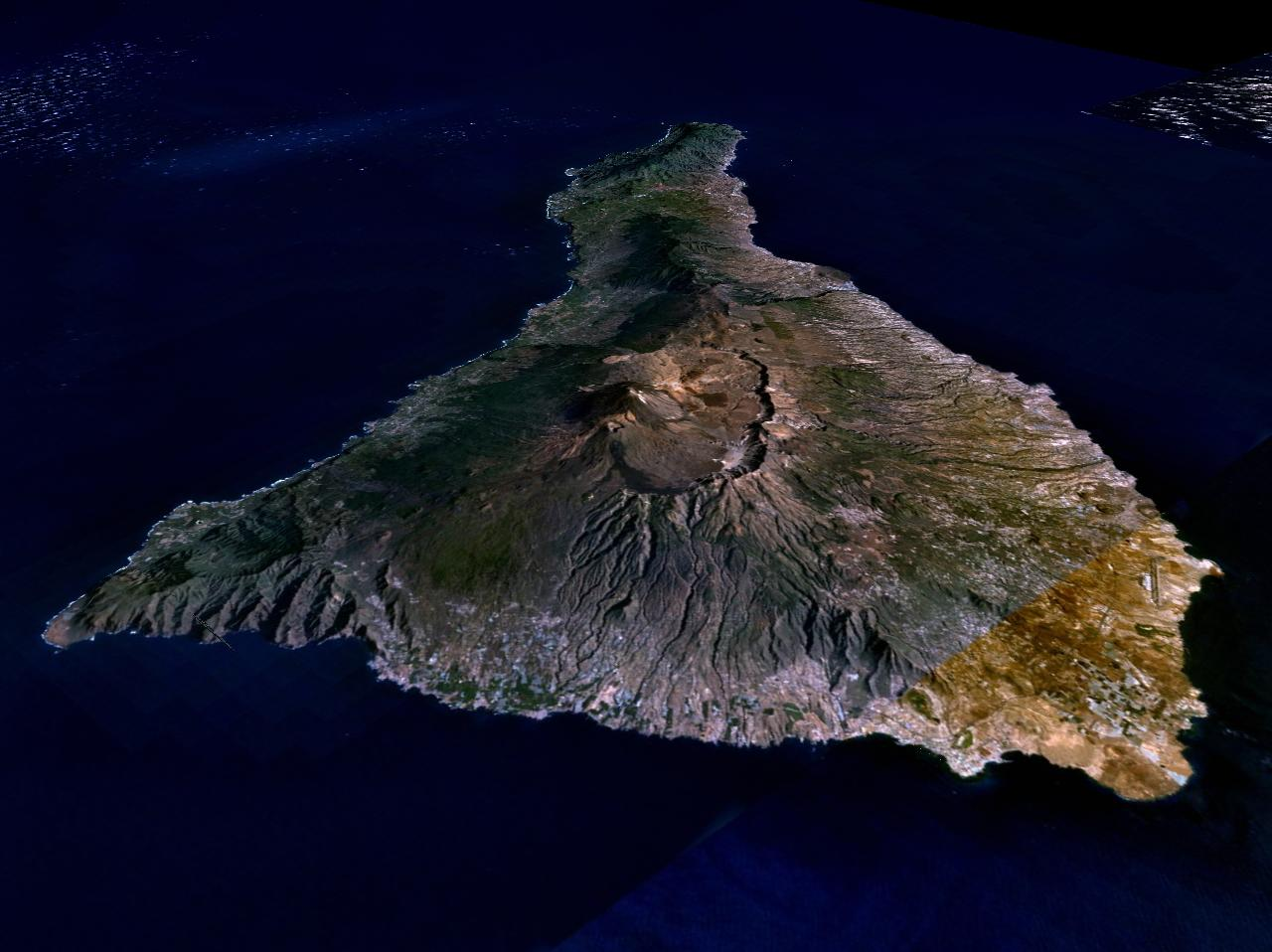
مونتاژ ماهواره‌ای تنریفه
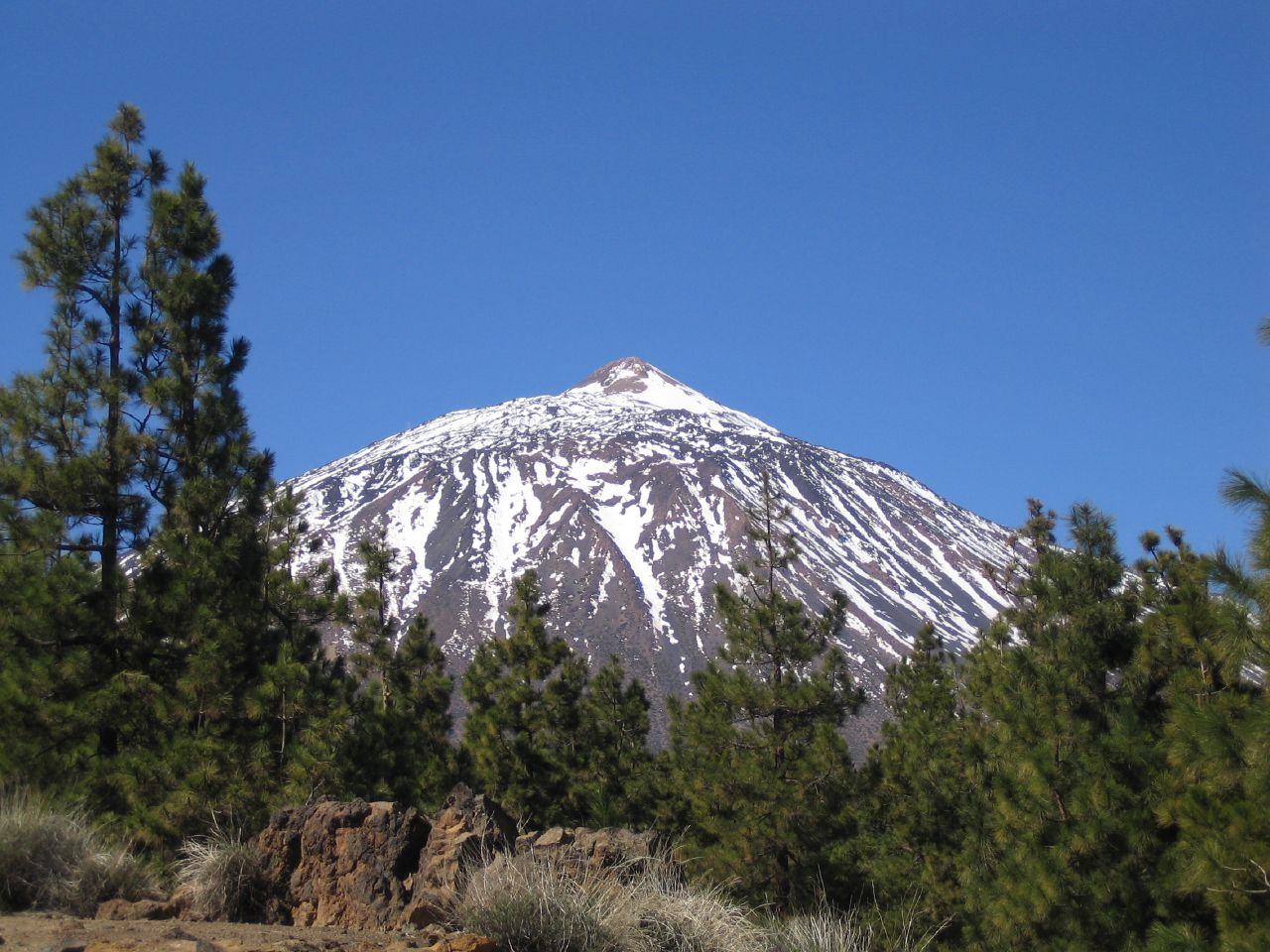
تید
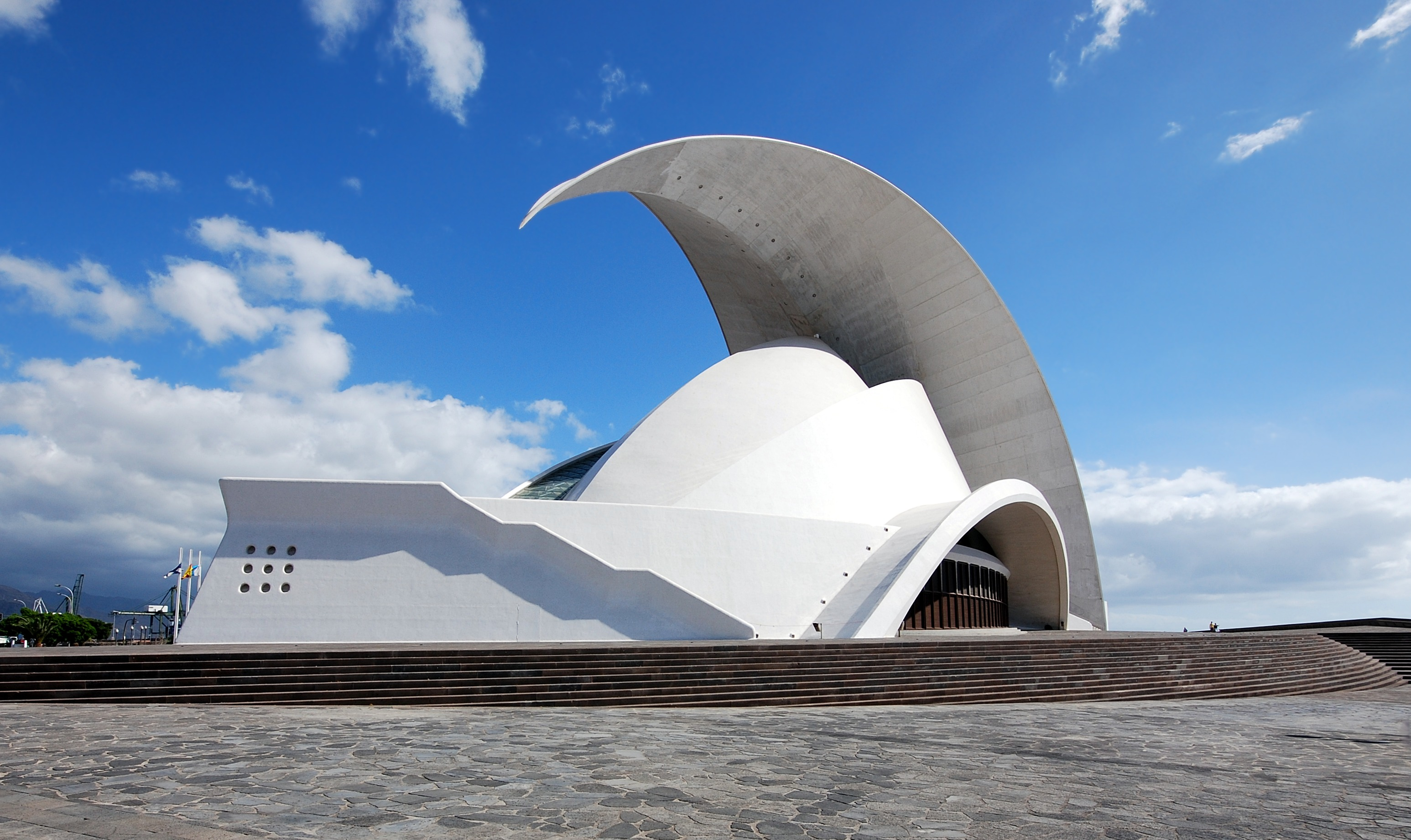
تالار تنریفه
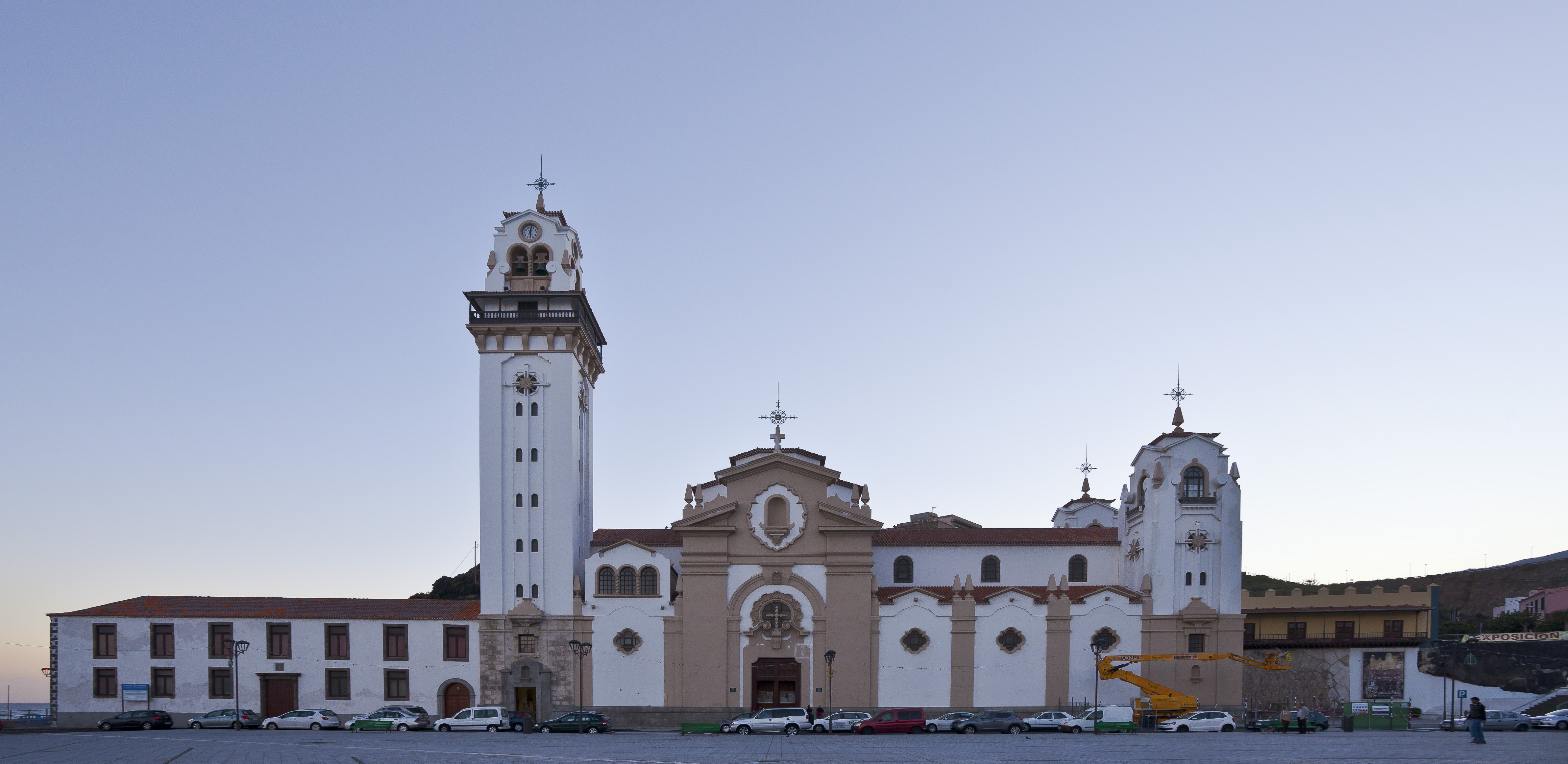
کلیسای ویرجین از کندلاریا
جزیره سپر
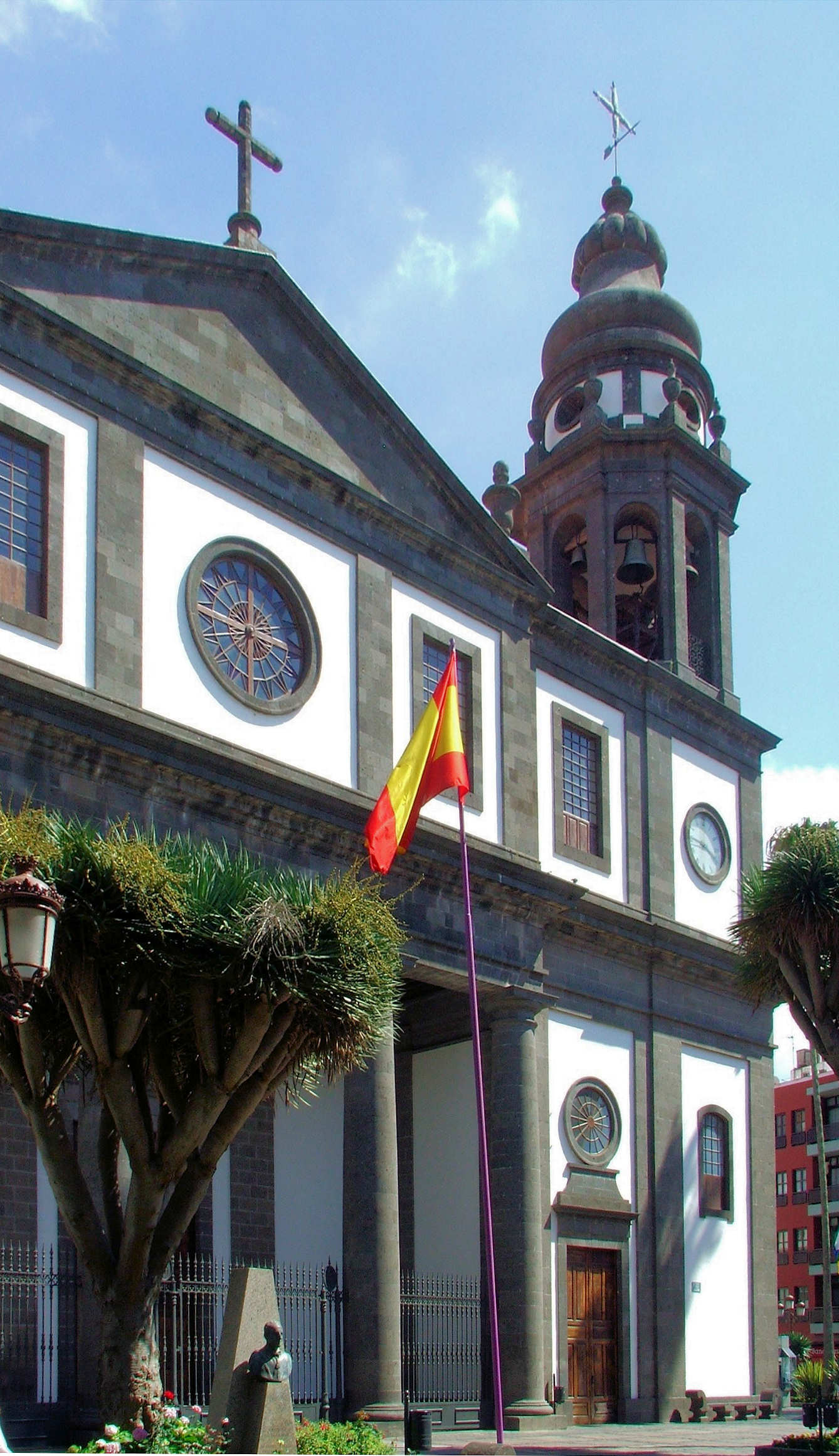
کلیسای جامع سان کریستوبال د لا لاگونا